# Pratt & Whitney Canada JT15D

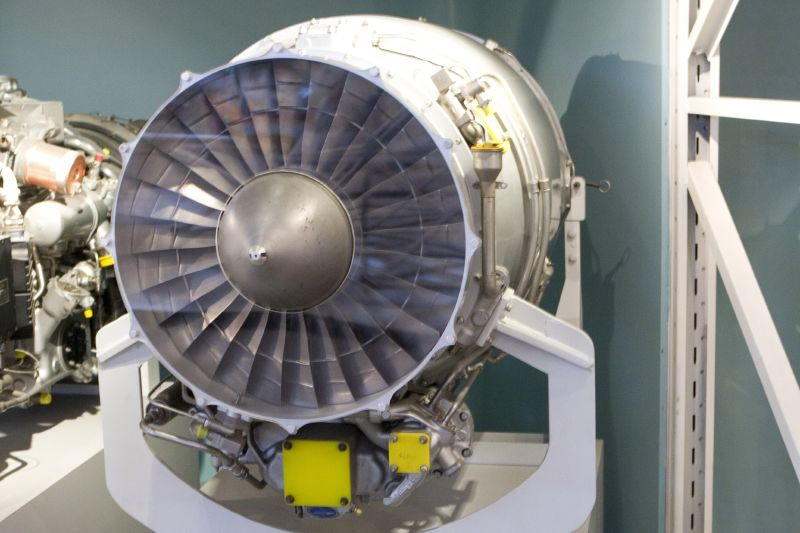
JT15D im Canada Aviation Museum

Das Pratt & Whitney Canada JT15D  ist ein Turbofan-Strahltriebwerk des kanadischen Herstellers Pratt & Whitney Canada in Zweiwellenbauart. Technische Besonderheiten sind der radiale Hochdruckverdichter und die Umkehrbrennkammer.

## Entwicklung
Den Anstoß für die Entwicklung dieses Triebwerks gab eine 1965 durchgeführte Untersuchung über den zukünftigen Bedarf an kleinen Strahltriebwerken. Daraufhin begann man im Juni 1966 mit dem Entwurf eines kompakten Fan-Triebwerkes mit einem angestrebten Schub zwischen 8,9 und 11,12 kN. Weitere Entwicklungsziele waren eine möglichst geringe Teileanzahl, eine kompakte Bauform, geringe Gestehungs- und Wartungskosten, geringe Schallemission, hohe Zuverlässigkeit sowie ein niedriger spezifischer Verbrauch. Der erste Lauf des neuen Triebwerkes fand am 23. September 1967 statt.

## Einsatz
Verwendet wurde es zunächst bei der zweistrahligen Cessna Citation. Erste Prototyp-Triebwerke wurden im August 1969 an Cessna geliefert. Von der ab 1972 in Serie gefertigten und in der Citation verwendeten Ausführung JT15D-1 und -1A wurden insgesamt 1417 Triebwerke ausgeliefert.
Für die Cessna Citation II kam dann die leistungsgesteigerte Ausführung JT15D-4 zum Einsatz. Ihre Serienfertigung begann 1973. Sie wurde auch bei der Mitsubishi Diamond, der Aérospatiale SN 601 und der Agusta S211 eingebaut. Insgesamt wurden 2195 Stück dieser Ausführung geliefert.
Der Nachfolger JT15D-5 erhielt 1983 seine Zulassung und wurde in der Raytheon Hawker 400XP, der militärischen Cessna T-47A sowie in der Scaled Composites ARES verwendet. Es wurden mehrere Untertypen gefertigt, die sich nur geringfügig vom Ausgangsmuster unterschieden. Die Ausführung JT15D-5A kam ebenfalls in der Cessna Citation V zum Einsatz, das JT15D-5B in der militärischen Ausführung der Beechcraft T-1A, und die JT15D-5C schließlich in der Rockwell Ranger 2000 und Agusta S211A.
Die modernste Ausführung ist das 1993 vorgestellte JT15D-5D, das über ein Fan-Gehäuse aus Kevlar, einen Fan in Blisk-Technik und eine Hochdruckturbine mit Schaufeln aus Einkristallen verfügt. Es wird in der Cessna Citation Ultra verwendet. In der Raytheon Beech TCX kommen JT15D-5F zum Einsatz.

## Technische Ausführung (JT15D-1)
Die JT15 sind Zweiwellen-Turbofan-Triebwerke. Die Luft tritt in den leitschaufellosen Fan ein, der in seiner Auslegung dem der Pratt & Whitney JT9D entspricht, aber wesentlich kleiner ist. Der Luftstrom für das Kerntriebwerk wird dann über eine radiale Verdichterstufe der Brennkammer zugeführt. Die Ausführung JT14D-4 hat zusätzlich eine einzelne axiale Stufe vor dem Radialkompressor, jedoch einen kleineren Fan und ein ebenfalls reduziertes Bypassverhältnis. Die verdichtete Luft gelangt nach der Radialstufe in die Umkehr-Ringbrennkammer, wo sie eine Richtungsänderung um 180° erfährt. Der Kraftstoff wird mit einem Druck von bis zu 44,8 bar in die Brennkammer eingespritzt. Nach der Brennkammer erfolgt eine nochmalige Umlenkung des Heissgases um 180° in Richtung der Turbinenstufen. Die Hochdruckturbine ist einstufig, die Niederdruckturbine zweistufig ausgeführt. Die Schubdüse besitzt einen Zentralkonus, der axial verschoben werden kann, um den Austrittsquerschnitt je nach Leistungseinstellung zu verändern. Die Hilfsgeräte werden über eine Welle, die mit der Hochdruckturbinenwelle verbunden ist, angetrieben. Sie befinden sich im vorderen Bereich des Triebwerkes. Die Druckölversorgung erfolgt durch eine Zahnradpumpe. Der Schmierdruck liegt im Betrieb bei 5,52 bar. Zum Starten wird eine Luftturbine oder ein Elektrostarter verwendet, gezündet wird durch 2 elektrische Zündkerzen.

## Technische Daten (Übersicht)
| Ausführung | Start- Schub (kN) | Dauer- schub (kN) | Länge (mm) | Fan- durchm.(mm) | Durch- messer (mm) | Trocken- gewicht (kg) | Bypass verhältnis |
| ---------- | ----------------- | ----------------- | ---------- | ---------------- | ------------------ | --------------------- | ----------------- |
| JT15D-1    | 9,8               | 9,3               | 1506       |                  | 691                | 223,5                 | 3,3               |
| JT15D-4    | 11,12             | 10,56             | 1600       |                  | 686                | 253                   | 2,6               |
| JT15D-4C   | 11,12             | 10,56             | 1600       |                  | 686                | 261                   | 2,6               |
| JT15D-5    | 12,92             |                   | 1600       |                  |                    | 287                   | 2                 |
| JT15D-5A   | 12,92             |                   | 1600       |                  |                    | 287                   | 2                 |
| JT15D-5B   | 12,92             |                   | 1600       |                  |                    | 292                   | 2                 |
| JT15D-5C   | 14,21             |                   | 1600       |                  |                    | 302                   | 2                 |
| JT15D-5D   | 13,56             |                   | 1531       | 520              |                    | 292,6                 | 3,3               |
| JT15D-5F   | 12,92             |                   | 1600       |                  |                    | 288                   | 2                 |